# Phileris dorsiger
Phileris dorsiger là một loài ruồi trong họ Asilidae. Phileris dorsiger được Wiedemann miêu tả năm 1828. Loài này phân bố ở vùng Cổ Bắc giới.